# Mijaíl Súslov
Mijaíl Andréyevich Súslov (ruso: Михаил Андреевич Суслов; 8 de noviembrejul./ 21 de noviembre de 1902greg. – 25 de enero de 1982) fue un estadista e ideólogo soviético, miembro del Politburó y del Secretariado del Partido Comunista de la Unión Soviética, cuya carrera tuvo su apogeo durante la era Brézhnev, aunque ya era una figura influyente bajo los gobiernos de Stalin y Jrushchov. Como segundo secretario, era el ideólogo del partido. Súslov fue responsable de la democracia partidaria y la separación de poderes dentro del Partido Comunista. Su línea dura de resistencia al cambio lo convirtió en uno de los principales líderes comunistas soviéticos ortodoxos. 
Nacido en la gobernación de Sarátov en 1902, Súslov se afilió al Partido Comunista de Toda la Unión (Bolchevique) en 1921 y estudió economía durante gran parte de la década de 1920. Dejó su trabajo como profesor en 1931 para dedicarse por completo a la política, siendo nombrado Primer Secretario del Krai de Stávropol en 1939. Durante la Segunda Guerra Mundial, Súslov lideró el movimiento partisano local de Stávropol.
Después de la guerra, Súslov se convirtió en miembro del Buró Organizativo (Orgburó) del Comité Central en 1946. En junio de 1950, fue elegido para el Presidium del Sóviet Supremo. Desde el 16 de octubre de 1952 en adelante, fue miembro de pleno derecho del 19º Presídium del PCUS. En la reorganización subsiguiente del liderazgo soviético tras la muerte de Stalin, Súslov perdió gran parte del reconocimiento e influencia que había ganado anteriormente. Sin embargo, a fines de la década de 1950, se había convertido en el líder de la oposición del partido al Primer Secretario Nikita Jrushchov. Cuando Jrushchov fue derrocado en 1964, Súslov apoyó el establecimiento de un liderazgo colectivo. También apoyó la democracia interna del partido y se opuso al restablecimiento del gobierno unipersonal como se vio durante las eras de Stalin y Jrushchov. Durante la era de Brézhnev, Súslov fue considerado como el principal ideólogo del partido y el segundo al mando. Su muerte, ocurrida el 25 de enero de 1982, se considera el inicio de la batalla para suceder a Leonid Brézhnev como secretario general.

## Biografía

### Primeros años y carrera inicial
Mijaíl Súslov nació en la aldea de Shájovskoye, en el Óblast de Sarátov. Su padres eran campesinos pobres que no tenían si siquiera un caballo propio para su pequeña granja, por lo que su padre, Andréi Súslov, tuvo que trabajar a tiempo parcial en los campos petrolíferos de Bakú en 1904, y en 1916 reunió un equipo de carpinteros y fue a Arjanguelsk. Después de la Revolución de Octubre, Andréi dejó su trabajo en el pueblo, pero su madre, con la ayuda de Mijaíl, continuó trabajando en la agricultura. En 1919, el padre de Mijaíl se unió al Partido Comunista, después de lo cual trabajó en el ayuntamiento. Murió en 1930. A los 16 años de edad Súslov ingresó en el Komsomol (las Juventudes Comunistas), siendo un activo militante de su organización local. En 1918 Súslov comenzó a trabajar en la organización local Komsomol en Sarátov; ese año también ingresó en el Comité de Campesinos Pobres (Комитет бедноты) establecido en su aldea. Se afilió al Partido Comunista en 1921, con 19 años. Estudió economía en la Universidad Rusa de Economía Plejánov, donde se graduó en 1928, y en el Instituto de Economía de los Profesores Rojos, donde estudió posgrados, mientras daba clases de economía política en la Universidad Estatal de Moscú y en la Academia Industrial.
En 1931 abandonó el magisterio en favor del aparato del Partido. Se convirtió en inspector de la Comisión Central de Control del PCUS y en oficial del NKVD. Su principal tarea era resolver grandes cantidades de casos personales, expedientes disciplinarios y apelaciones contra expulsiones del Partido. También trabajó en el Comisariado del Pueblo de la Inspección de Trabajadores y Campesinos y en la Comisión Central de Control del Partido. En 1933-1934 Súslov dirigió una comisión encargada de purgar el Partido en las provincias de los Urales y Chernígov. La purga fue organizada por Lázar Kaganóvich, que era jefe de la Comisión Central de Control a principios de los años 1930.  
En 1936 se convirtió en estudiante del Instituto Económico de los Profesores Rojos y, después de completar sus estudios en 1937, fue designado para el puesto de jefe del departamento del Comité Regional de Rostov del PCU(b). El papel jugado por Súslov en las campañas represivas de 1937 y 1938, que afectaron a la mayoría de los cuadros del Partido, se supone le abrió las puertas para una carrera rápida. En 1939 fue designado primer secretario del Comité del Partido de Stávropol y miembro de la Comisión Central de Cuentas del PCUS. Fue promovido a miembro de pleno derecho del Comité Central en 1941, sin ni siquiera pasar una temporada como miembro candidato, algo normal en la entrada al CC.

### Actividades durante la guerra (1941-1945)

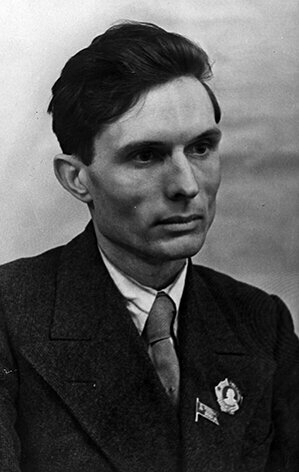
Súslov en 1941.

Durante la Segunda Guerra Mundial, como miembro del Consejo Militar del Frente Transcaucásico, dedicó gran parte de su tiempo a movilizar a los trabajadores para luchar contra los invasores alemanes, formando movimientos de partisanos en el Krai de Stavrópol dirigidos por células del partido, no obstante Súslov mantuvo una estrecha comunicación con el Ejército Rojo. También supervisó las deportaciones de colaboracionistas chechenos y de otras minorías musulmanas del Cáucaso que ayudaron a los ocupantes alemanes. Según la historiografía soviética, los años de Súslov como guerrillero fueron muy exitosos; sin embargo, los testimonios de los participantes afirman que hubo varios problemas organizativos que redujeron su eficacia en el campo de batalla. Súslov también padecía una tuberculosis grave, que contrajo en su juventud, la cual se agravó en los densos bosques partisanos y obstaculizó su capacidad como combatiente eficaz. 
El 14 de noviembre de 1944, Súslov fue designado como miembro del Politburó del Comité Central del Partido Comunista de la República Socialista Soviética de Lituania con poderes de emergencia. En esta oficina fue autorizado a realizar trabajos para eliminar las consecuencias de la guerra y combatir los numerosos destacamentos de la organización fascista clandestina "Hermanos del Bosque", supervisando el envío de sus miembros a campos de prisioneros en Siberia.

### Ascenso en los organismos del Partido

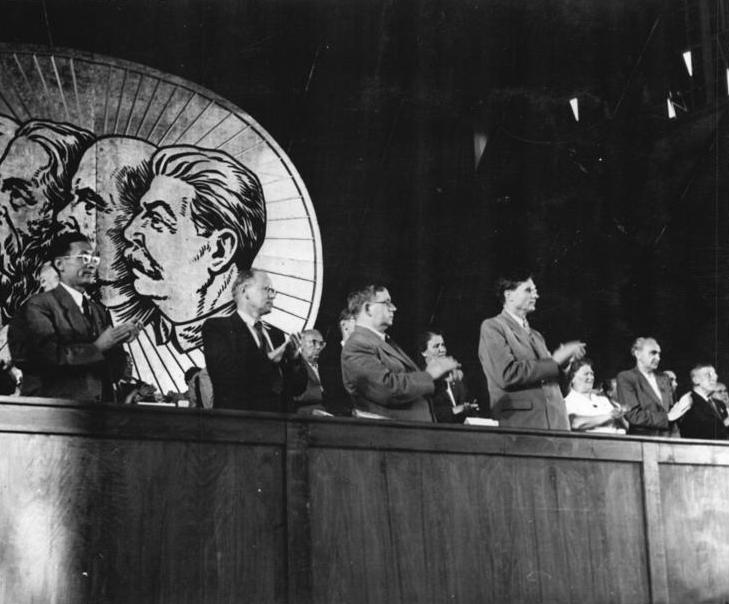
Mijaíl Súslov (a la derecha, en la primer fila) durante una visita diplomática a Alemania Oriental en 1950, durante el III Congreso del Partido Socialista Unificado de Alemania.

Stalin lo designó el 18 de marzo de 1946 para el Orgburó, colocándolo a trabajar en el aparato del Comité Central, poco tiempo después, el 13 de abril, fue designado para el puesto de jefe del Departamento de Política Exterior del Comité Central (encargado de las relaciones externas del Partido), y en 1947 fue elevado al Secretariado del Partido, un órgano al que serviría el resto de su vida. Del 16 al 25 de junio de 1947, Súslov asistió a una discusión filosófica , después de lo cual, el 17 de septiembre de 1947, fue designado para el puesto de jefe del Departamento de Agitación y Propaganda del Comité Central en lugar de Gueorgui Aleksandrov (debido a que este último había sido designado para el puesto de director del Instituto de Filosofía de la Academia de Ciencias de la URSS). Súslov se había ganado la confianza de Stalin y en 1948 se le encomendó la tarea de hablar en nombre del Comité Central ante una reunión solemne con motivo del vigésimo cuarto aniversario de la muerte de Vladímir Lenin. Ocupó este puesto en el Departamento de Agitprop hasta julio de 1948, y luego desde julio de 1949 hasta octubre de 1952. Obtuvo responsabilidades para el trabajo ideológico tras la muerte de Andréi Zhdánov en 1948, y entre 1949 y 1951 fue editor jefe del diario oficial del Partido, Pravda.  
El 16 de octubre de 1952, Súslov fue promovido al Politburó (en aquel momento llamado Presídium) tras el 19º Congreso del PCUS, aunque sufrió un revés temporal con la muerte de Stalin, siendo excluido en 1953. Sin embargo, comenzó a recuperar su autoridad cuando fue nombrado Presidente del Departamento de Política Exterior en 1954. En 1955 fue de nuevo elegido miembro de pleno derecho del Politburó, saltándose de nuevo la habitual membresía candidata. Según Zhores Medvédev, tal como afirma en su obra El heredero secreto de Stalin, Stalin veía en Súslov a un potencial y prometedor ideólogo del partido. Medvédev escribe: “…El ideólogo mayor que era Stalin se disponía a ceder su puesto al más joven cuando se dio cuenta de que su propio tiempo estaba llegando a su fin”. Incluso llama a Súslov “el Secretario secreto del PCUS”. Según V. V. Ogryzko , “no era ningún secreto para el aparato del partido” que, desde finales de la década de 1940, Súslov había estado patrocinando al escritor de ciencia ficción Iván Yéfremov. Por otro lado, el ministro de Asuntos Internos, Lavrenti Beria, quien odiaba a Súslov, evidentemente se sintió tan amenazado por él que, tras su arresto, se encontraron documentos en la caja fuerte de Beria que lo identificaban como la persona principal a la que quería "eliminar".

### Gobierno de Jrushchov
En 1954 fue nombrado presidente de la Comisión de Asuntos Exteriores del Sóviet de la Unión, la cámara baja del Sóviet Supremo de la Unión Soviética. El 12 de julio de 1955 volvió a ser miembro del Presídium (vuelto a llamar Politburó desde el 8 de abril de 1966), y del Comité Central del PCUS. Súslov fue el responsable de las cuestiones ideológicas. Al mismo tiempo, como señala el investigador N. A. Mitrojin, delegó completamente los asuntos del Departamento de Propaganda del Comité Central a su cargo, es decir, el Segundo Secretario del Comité Central del PCUS, volviéndose directamente responsable de ello.
Durante la Revolución Húngara de 1956, Súslov, junto con Anastás Mikoyán, operó en las inmediaciones de Budapest para dirigir las actividades de las tropas soviéticas y prestar asistencia al nuevo liderazgo húngaro. Súslov y Mikoyán asistieron como invitados a la reunión del Politburó del Partido Socialista Obrero Húngaro, que eligió a János Kádár como Secretario General. En un telegrama a la dirección soviética, Súslov y Mikoyán reconocieron que la situación se había agravado, pero ambos se mostraron satisfechos con la destitución de Ernő Gerő como Secretario General y la elección de Kádár como su sucesor.
En junio de 1957 Súslov apoyó al Primer Secretario Nikita Jrushchov durante su lucha contra el Grupo Anti-Partido liderado por Gueorgui Malenkov, Viacheslav Mólotov, Lázar Kaganóvich y Dmitri Shepílov. Mikoyán escribió más tarde en sus memorias que convenció a Súslov para que apoyara a Jrushchov diciéndole que éste saldría victorioso incluso si no contaba con suficiente apoyo en el Presídium. En octubre, acusó al Ministro de Defensa, el mariscal Gueorgui Zhúkov, de bonapartismo en un pleno del Comité Central que apartó al militar de todos sus puestos en el Gobierno y en el Partido. La destitución de Zhúkov tuvo como consecuencia la subordinación firme de las fuerzas armadas al control del partido.
En un discurso pronunciado el 22 de enero de 1958, Jrushchov propuso oficialmente la disolución de las Estaciones de Máquinas y Tractores (EMT), organizaciones estatales que poseían y mantenían la maquinaria agrícola utilizada por los koljoses. Esta reforma tuvo una especial relevancia en la ideología soviética. En la doctrina marxista-leninista, la propiedad cooperativa se consideraba una forma de propiedad pública inferior a la estatal. La propuesta de Jrushchov de ampliar la propiedad cooperativa contradecía la teoría marxista, tal como la interpretaba Stalin. 
Súslov, quien apoyaba la política económica de Stalin, consideró la propuesta de Jrushchov inaceptable por razones ideológicas. En un discurso electoral ante el Sóviet Supremo en marzo de 1958, Súslov se negó a reconocer la trascendencia ideológica de la reforma de Jrushchov, prefiriendo centrarse en sus beneficios prácticos para la mejora de la productividad. A diferencia de otros líderes del partido, Súslov evitó mencionar a Jrushchov como el impulsor de la reforma del Sistema Monetario y de la Transformación (STM).
 

El XXI Congreso del Partido se celebró en enero de 1959. Jruschhov quería considerar el borrador de un nuevo plan septenario en sustitución de los planes quinquenales. Súslov se opuso con cautela a la afirmación de Jrushchov de que el país había pasado del estado socialista al estado superior de desarrollo comunista. Consideró errónea la opinión de Jrushchov y replicó que no había sido aprobada por el Partido. Para desacreditar aún más la afirmación de Jrushchov, Súslov invocó a Karl Marx y Vladímir Lenin:
"Marx y Lenin nos enseñan que el comunismo no surge de repente, sino que surge, madura, se desarrolla y pasa en su desarrollo por etapas o fases definidas... El nuevo período en el desarrollo de la sociedad soviética estará marcado por la integración gradual de dos formas de propiedad socialista: el Estado y los koljoses... El proceso de estos cambios sociales será largo y, comprensiblemente, no podrá concluir en un período de siete años."

—  Súslov, declaración en el XXI Congreso del PCUS
Súslov se volvía cada vez más crítico con las políticas de Jrushchov, su intransigencia política y su campaña para eliminar lo que quedaba de la vieja guardia estalinista. También existían profundas divergencias en política exterior e interior entre Súslov y Jrushchov. Súslov se oponía a la idea de mejorar las relaciones entre la Unión Soviética y Estados Unidos, y a los intentos de Jrushchov de acercamiento a Yugoslavia. En el ámbito nacional, Súslov se oponía a la política de desestalinización de Jrushchov y a su plan de descentralización económica.
Súslov visitó el Reino Unido en 1959 como parlamentario del Sóviet Supremo. La visita fue un éxito, y Hugh Gaitskell, líder del Partido Laborista británico, viajó a la Unión Soviética ese mismo año como invitado.

Suslov fue muy crítico de la China maoísta, ya que lideró la disputa chino-soviética y criticó al maoísmo de diversas maneras bajo la administración de Jrushchov, en particular su ruptura con el liderazgo soviético en el Campo Socialista, el rechazo a la teoría de la Coexistencia Pacífica y el apoyo de Mao a grupos militantes comunistas antisoviéticos a nivel mundial. En un informe presentado el 14 de febrero de 1964 en una reunión plenaria del Comité Central, Súslov comparó la China de Mao con el trotskismo y denunció a los líderes chinos como nacionalistas pequeñoburgueses y desviacionistas de izquierda:
[...] "toda la gama de opiniones teóricas y políticas de la dirección del PCCh son en muchos sentidos una repetición del trotskismo [...] un examen de las fuentes de la actual política disidente antileninista de la dirección del PCCh lleva a la conclusión de que el movimiento comunista mundial enfrenta un peligro tangible de desviación nacionalista pequeñoburguesa que se disfraza de fraseología "de izquierda". "
En los años posteriores a la derrota del Grupo Antipartido, Súslov se convirtió en el líder de la facción del Comité Central opuesta al liderazgo de Jrushchov, conocida como la "facción de Moscú". Jrushchov logró aferrarse al poder al ceder a diversas demandas de la oposición en tiempos de crisis, como durante el Incidente del U-2 de 1960 y la Crisis de los Misiles de Cuba. Tras la crisis del U-2, Súslov logró destituir y reemplazar a varios de los nombramientos de Jrushchov en el Politburó con nuevos miembros anti-Jrushchov. La posición de Jrushchov se debilitó aún más tras el fracaso de la Crisis de los Misiles de Cuba, y el poder de Súslov aumentó considerablemente.
En 1964 se inició una campaña para derrocar a Jrushchov. Aunque era el líder de la oposición, Súslov había caído gravemente enfermo durante su viaje a la República Popular China el año anterior; en su lugar, Leonid Brézhnev y Alekséi Kosyguin lideraron la oposición.

### Gobierno de Brézhnev

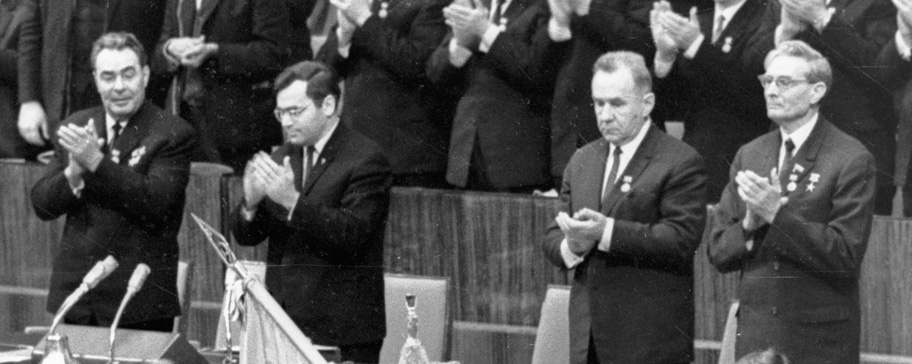
Súslov con Alekséi Kosyguin y Leonid Brézhnev en 1968.

Súslov jugó más tarde un papel central en el golpe que cesó a Jrushchov e instaló a Leonid Brézhnev en la secretaría general en octubre de 1964, siendo Súslov quien hizo un informe en el Pleno enlistando las críticas dirigidas contra Jrushchov. Por ello es denominado en algunas ocasiones como la eminencia gris. En 1967 fue elegido diputado de la 7ª convocatoria del Sóviet Supremo de la RSFS de Rusia por el distrito electoral de Togliatti. Por Decreto del Presidium del Sóviet Supremo de la URSS del 20 de noviembre de 1972, "por grandes servicios al Partido Comunista y al Estado soviético en la construcción comunista y en relación con el 60 aniversario de su nacimiento", Súslov fue galardonado con las condecoraciones de Héroe del Trabajo Socialista, la Orden de Lenin y la Medalla "Hoz y Martillo". Súslov fue, junto con el jefe de gobierno Alekséi Kosyguin y el primer secretario Leonid Brézhnev, uno de los políticos soviéticos más influyentes de la década de 1960 tras el derrocamiento de Jrushchov. Tras haber liderado la oposición contra Jrushchov durante años, Súslov había adquirido y ejercido un gran poder dentro del Comité Central cuando Brézhnev llegó al poder. Sin embargo, Súslov nunca tuvo interés en convertirse en el Secretario General de la Unión Soviética y se conformó con ser el segundo al mando. Durante la mayor parte de su mandato, Súslov fue una de las cuatro personas que ocuparon un puesto tanto en el Secretariado como en el Politburó; los otros tres eran Brézhnev, Andréi Kirilenko y Fiódor Kulakov. 

Inmediatamente después del derrocamiento de Jruschov, se fundó un liderazgo colectivo, compuesto por Brézhnev como primer secretario, Kosyguin como jefe de gobierno y Anastás Mikoyán (reemplazado en 1965 por Nikolái Podgorni) como presidente del Presídium del Sóviet Supremo, quienes formaron un triunvirato no oficial (también conocido por su nombre ruso, troika). Desde el principio, Súslov criticó abiertamente los gobiernos unipersonales, como los de Iósif Stalin y Jrushchov. A partir de ese momento se encargó del trabajo ideológico en el Secretariado la mayor parte de su tiempo; pues bajo Brézhnev, el papel de Súslov en el partido aumentó; estaba a cargo de la ideología, la cultura y la educación. Súslov fue el iniciador de la persecución de la intelectualidad que siguió al “deshielo” de Jrushchov y tenía reputación de “dogmático” y “conservador”. Su nombre está asociado con la persecución de los disidentes; como el destierro de Aleksandr Solzhenitsyn de la URSS y el exilio de Andréi Sájarov.Durante la era de Brézhnev, Súslov adoptó una línea cada vez más dura. Se oponía a cualquier política antisoviética de los líderes del Bloque del Este , pero votó en contra de la intervención militar soviética en la República Socialista Checoslovaca en 1968, durante la Primavera de Praga. A lo largo de su carrera política, Súslov se preocupó cada vez más de que el liderazgo de la Unión Soviética en el movimiento comunista se viera comprometido. Súslov ocupaba una posición clave en el partido: dirigía prácticamente en solitario el trabajo del Secretariado del Comité Central, donde se tomaban decisiones clave sobre cuestiones de personal; el mismo A. N. Yákovlev recordó: «Cuando Súslov estaba ausente, Andréi Kirilenko dirigía a los demás secretarios en su nombre, sin embargo al regresar, Súslov lo primero que hacía era anular todas las decisiones tomadas sin él». En 1979, Súslov fue uno de los líderes del Politburó que apoyó la decisión de Brézhnev de introducir tropas soviéticas en Afganistán. 

Súslov con el Primer Secretario del Comité Provincial de Stavrópol, Mijaíl Gorbachov, en la celebración del 250° aniversario de la fundación de la ciudad.

A principios de la década de 1980, la inestabilidad política y económica en la República Popular de Polonia había erosionado gravemente la autoridad del Partido Obrero Unificado Polaco. La postura de Súslov al respecto tuvo especial relevancia, ya que presidió una Comisión del Politburó, establecida el 25 de agosto de 1980, sobre cómo abordar la crisis polaca. Entre los miembros de la comisión se encontraban soviéticos de alto rango como el presidente de la KGB, Yuri Andrópov; el ministro de Defensa, Dmitri Ustinov; el ministro de Asuntos Exteriores, Andréi Gromyko; y Konstantín Chernenko, colaborador de larga data de Brézhnev. El 28 de agosto, la Comisión consideró la intervención militar soviética para estabilizar la región. Wojciech Jaruzelski, Primer Secretario del Partido Obrero Unificado Polaco, logró persuadir a la Comisión de que una intervención militar soviética solo agravaría la situación. Súslov coincidió con el argumento de Jaruzelski, afirmando que «si se introducen tropas, eso significará una catástrofe. Creo que todos compartimos la opinión unánime de que no se puede discutir la introducción de tropas». Súslov logró persuadir a Jaruzelski y a los líderes polacos para que instauraran la ley marcial en Polonia. En enero de 1982, Yuri Andropov le reveló a Súslov que Semión Tsvigun, primer vicepresidente del KGB, había protegido a Galina y Yuri, hijos de Brézhnev, de las investigaciones por corrupción. Cuando le revelaron estos hechos, Súslov retó a Tsvigun a declarar al respecto. Súslov incluso amenazó a Tsvigun con expulsarlo del Partido Comunista, pero Tsvigun falleció el 19 de enero de 1982 antes de que pudiera rebatir la declaración de Súslov. 

Súslov falleció a causa de arteriosclerosis el 25 de enero de 1982 en Moscú, 9 meses antes de la muerte de Leonid Brézhnev. Fue enterrado con honores de Estado al lado de Stalin en la Plaza Roja, en la necrópolis de la Muralla del Kremlin, como símbolo del importante papel político e ideológico interno de Súslov en los últimos años de su vida, en una tumba separada, sobre la que pronto se erigió un monumento. Su protegido Yuri Andrópov, que anteriormente había dirigido el Comité para la Seguridad del Estado (KGB), fue elegido para el puesto de Secretario del Comité Central del PCUS que quedó vacante tras la muerte de Súslov. Su muerte es vista por algunos como el comienzo de la competencia por suceder a Brézhnev, en la el mismo Andrópov se enfrentó y derrotó a Andréi Kirilenko y a Konstantín Chernenko, siendo nombrado Secretario General.

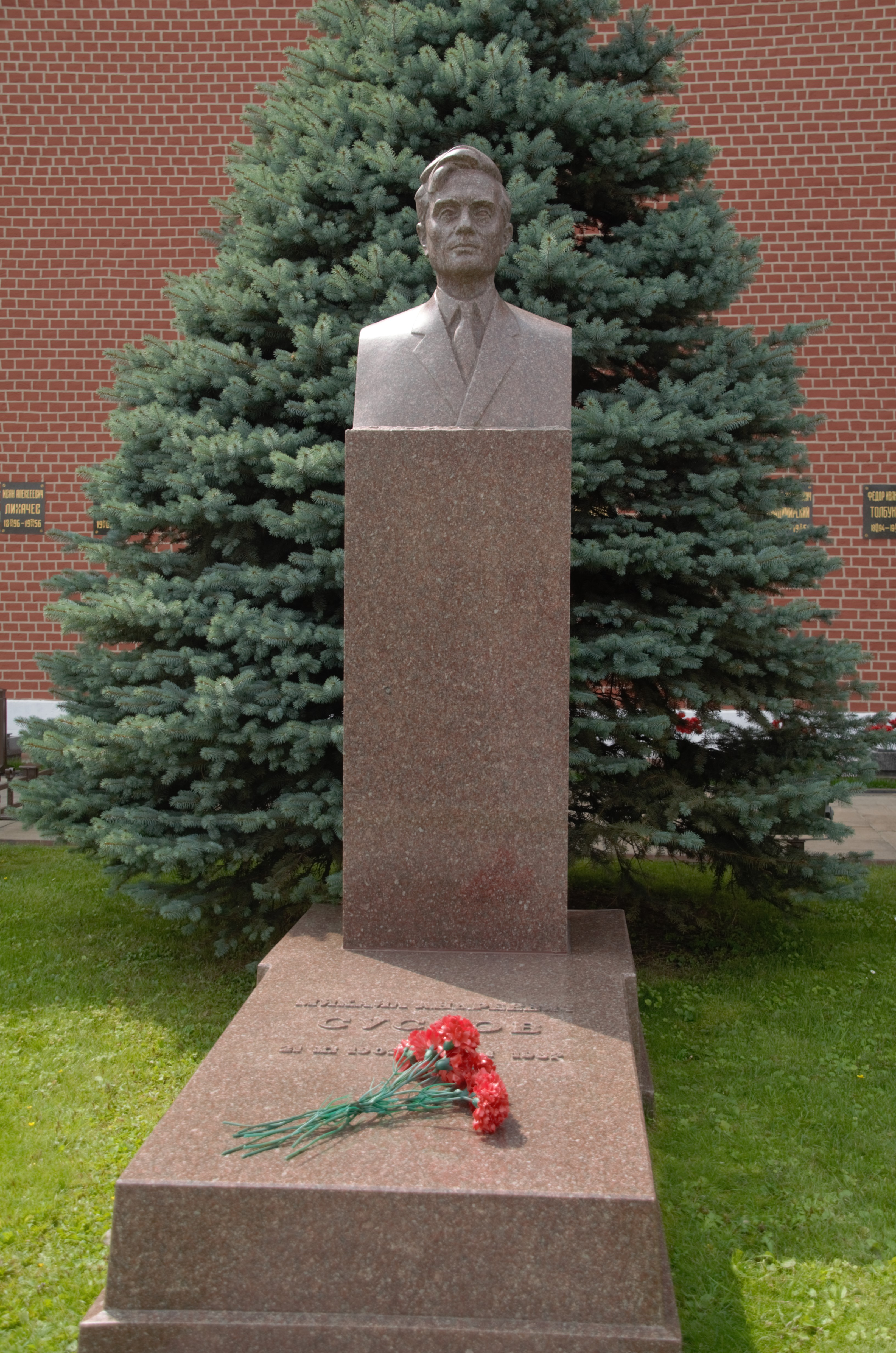
Tumba de Mijaíl Súslov en la Necrópolis de la Muralla del Kremlin.

## Postura ideológica y personalidad
Se adhirió a las opiniones marxistas ortodoxas, tratando de mantener la estabilidad sin recurrir a los extremos, pero reprimió persistentemente a los oponentes ideológicos. Súslov definió su postura respecto a las consecuencias del culto a la personalidad de Stalin: impidió su rehabilitación, pero a diferencia de la postura en la época de Jrushchov, suprimió las críticas generalizadas a sus actividades, y permitió menciones de Stalin en la prensa, principalmente en las memorias de guerra. Se mantuvo firme en las posiciones de la interpretación más ortodoxa del marxismo, rechazando cualquier desviación del mismo y la guerra ideológica contra el capitalismo.
Según los recuerdos de Karen Brutents, durante la preparación del 23º Congreso, Súslov “desvió con firmeza y astutamente las afirmaciones de Trapeznikov y sus aliados, que intentaban, utilizando su proximidad a Brézhnev, invadir el principio de la existencia pacífica”.
A pesar de su enorme influencia en el Estado, era extremadamente modesto en la vida cotidiana y llevaba un estilo de vida cercano al ascético. Era extremadamente cortés, comportándose de manera amistosa y amable tanto con sus subordinados como con sus oponentes ideológicos.